# Jacob Bendixen
Jacob Bendixen, en litterär figur som är titelperson i den danske författaren Meïr Aron Goldschmidts roman En Jøde från 1845. (På svenska: En jude 1905). Genom figuren Bendixen beskrivs judeförföljelser i en dansk småstad och slitningen mellan judendom och kristendom. 